# ريتشارد جي. ويلش
ريتشارد جي. ويلش هو سياسي أمريكي، ولد في 13 فبراير 1869 في مقاطعة مونرو في الولايات المتحدة، وتوفي في 10 سبتمبر 1949 في نيدلز في الولايات المتحدة. نشط حزبياً في الحزب الجمهوري. وقد انتخب مشرف ‏ (1916 – 30 سبتمبر 1926) وانتخب عضو مجلس النواب الأمريكي ‏.